# Visual marketing
Il visual marketing è la disciplina che studia il rapporto che intercorre fra oggetto, contesto in cui viene inserito ed immagine. È applicato principalmente nei settori moda e design, e rappresenta un punto di contatto interdisciplinare tra economia, leggi della percezione visiva e psicologia cognitiva.
Elemento fondamentale del marketing moderno, il visual marketing pone al centro dello studio e dell'analisi critica la capacità di un oggetto di essere "protagonista" della comunicazione visiva. Il prodotto e la sua comunicazione visiva diventano così inscindibili e la loro fusione è la componente che raggiunge il pubblico, influenzandone e determinandone le scelte (in un meccanismo comunicativo di persuasione):"(...) un oggetto quindi non è più il risultato tecnico di risposta ad una funzione necessaria, ma il sunto fra immagine, funzione ed emozioni che gli vengono cucite addosso (...)".
Spesso è confuso con il visual merchandising che rappresenta invece una sua declinazione.

## Storia

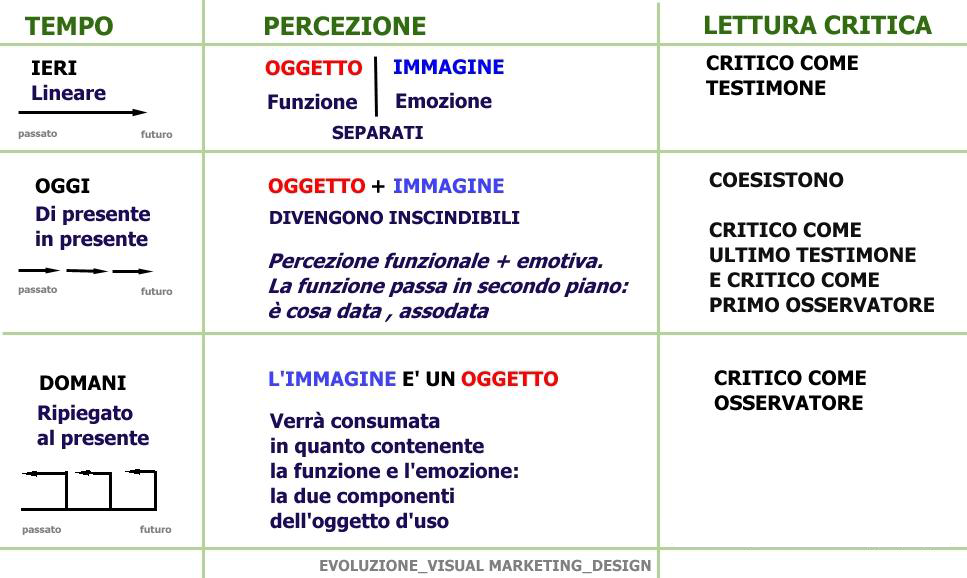
Schema dell'evoluzione del Visual marketing nelle dinamiche Tempo-Percezione-Lettura critica - Paolo Schianchi

Questa visione dell'oggetto ha fra le sue radici lo scritto di Susan Sontag Notes on Camp, dove l'autrice evidenziava, già negli anni sessanta, che l'oggetto non è interessante in quanto tale, ma nella sua rappresentazione, essendo il risultato di una serie di riflessioni che toccano la storia dell'oggetto, la sua simbologia, la sua manifestazione e realizzazione negli occhi di chi guarda. Nella sua evoluzione storica il visual marketing ha messo in luce il mascheramento dell'oggetto, che si allontana dalla sua essenza di prodotto per diventare il protagonista della "messa in scena", trasformandosi quindi in altro da sé, nell'istante in cui entra nel sistema mercato. Sostiene Paolo Schianchi, tra i teorici italiani del visual marketing:
Tutte queste componenti che appartengono e definiscono un oggetto, in funzione del mercato e del consumatore di riferimento, sono le sfumature di ricerca e progetto che racchiudono il campo d'azione del visual marketing.
Questa disciplina quindi "(...) agisce su più livelli della progettazione di un oggetto: quello ideativo (serve un oggetto che risponda a certe funzioni e dalle forme neutre, tonde, spigolose, eccentriche ecc.), quello comunicativo (per un periodo identificato con un'area geografica, poi trasformato in elemento di lusso, in un altro momento mascherato da eco-friendly ecc.) e infine in quello espositivo in fiera, in showroom o ad un happening (l'oggetto è avvicinabile, ma in un contesto che lo cala in atmosfere da insolito reperto industriale, emozionale erogatore di funzioni, inavvicinabile oggetto fra arte e design, ecc.). (...)".
Scrive Umberto Galimberti "(...) Ma anche là dove le disponibilità economiche non mancano, il desiderio, ormai codificato della moda, non si riferisce tanto agli oggetti, quanto alla mitologia con cui la moda li ha rivestiti, e spesso è solo quest'utima ad essere consumata (...)".

Concetto ribadito anche da Gillo Dorfles nel suo testo "Il feticcio quotidiano": "(...) Ecco perché credo di poter affermare come sia possibile oggi parlare d'una nuova norma ergonomica, legata non tanto all'altezza d'una scrivania e alla qualità pneumatica d'una imbottitura, quanto alla realizzazione di quella “immagine mitica” che un oggetto di design deve presentare se è davvero idoneo allo scopo per cui è stato ideato (...)"..
La mitologia che riveste gli oggetti, a tal punto da diventarne parte integrante, viene decodificata, in questa disciplina, attraverso lo studio dei diversi linguaggi visivi e verbali appartenenti ai gruppi di interesse. 
Il visual marketing sposta così l'attenzione dai target tradizionali ai “...gruppi di interesse, non più suddivisi per età, sesso, scolarizzazione o altro che riguardi il contesto anagrafico e sociale, ma ripartiti per tipologia di partecipazione, che essa sia di tipo sportivo (gli amanti del golf o del calcio), personale (gli estimatori del vino o i collezionisti), culturale (gli apprezzatori dell'arte o i melomani), ecc.  Questi gruppi hanno al loro interno dei codici visivi, verbali, sonori, gestuali, olfattivi e formali a cui fanno riferimento e che usano per comunicare... ” 
I comportamenti espressivi di gruppo sono così all'origine di nuovi sub-alfabeti la cui decodifica permette di creare dei mezzi di comunicazione diretti con il gruppo stesso. 
Tale approccio di tipo quasi antropologico ha fra i suoi ispiratori Marc Augé, il quale nel suo testo “Rovine e macerie” annota che: “...il mondo nel quale l'immagine è onnipresente, è opportuno che la realtà assomigli alla sua immagine...”.  Le ricerche svolte da Paolo Schianchi hanno messo in evidenza proprio come l'atto di comporre l'immagine della realtà generato da ogni gruppo di interesse sia composto da insiemi linguistici fatti di parole, suoni, immagini, odori e forme che combinandosi in modo diverso danno origine ai diversi sub-alfabeti. Se correttamente decodificati tali elementi espressivi diventano il mezzo per entrare in contatto con un gruppo e veicolare al suo interno un messaggio. 
Questo è un aspetto del visual marketing che aiuta nella creazione di campagne comunicative dirette a colpire l'utente nelle sue emozioni e raffigurazioni della realtà, utilizzando il suo stesso linguaggio espressivo. 
Un principio che ha le sue radici nel testo “ Immagini, come la tecnologia ha cambiato la nostra percezione del mondo” di Vilém Flusser, in cui sostiene che: “ ... ogni etica, ogni ontologia, ogni epistemologia verranno eliminate dalle immagini, e non avrà più senso domandare se siano buone o giuste, originali o artificiali, vere o false, e addirittura che cosa significhino. Da domandare sarà soltanto: che cosa vivo grazie a loro ...”. L'autore ha introdotto con queste parole il concetto di emozione espressiva che è all'origine dei sub-alfabeti visivi e verbali, appartenenti ad ogni individuo nel momento in cui entra a far parte di un gruppo di interesse.
Il visual marketing ha fatto suoi questi concetti e per comunicare un prodotto ad un gruppo ne decodifica i linguaggi emozionali e individuali, in quanto si è dimostrato che oggi tutti vivano “... un'esistenza doppia, dove ognuno è la rappresentazione di se stesso, diventando inscindibile dalla persona fisica, come l'oggetto dalla sua immagine...”
Chi si occupa di visual marketing progetta tale operazione, passando dal disegno dell'oggetto alla sua messa in scena, creandone la mitologia che lo riveste.
Teorie del visual marketing sono state sviluppate dallo statunitense Michel Wedel.

### Visual marketing post-web
Nell'analisi delle trasformazioni e dello sviluppo della comunicazione visiva in corso, Schianchi ha dedicato il libro WebCreativity (2016), in cui affronta le tematiche della "creatività e del visual marketing nell'epoca post-web", definendola come una disciplina che fornisce gli strumenti, i registri linguistici ed espressivi e le nuove tecniche, finalizzati allo sviluppo di un progetto di comunicazione visiva, allontanandosi dal puro gesto artistico.